# Vanessa Morgan

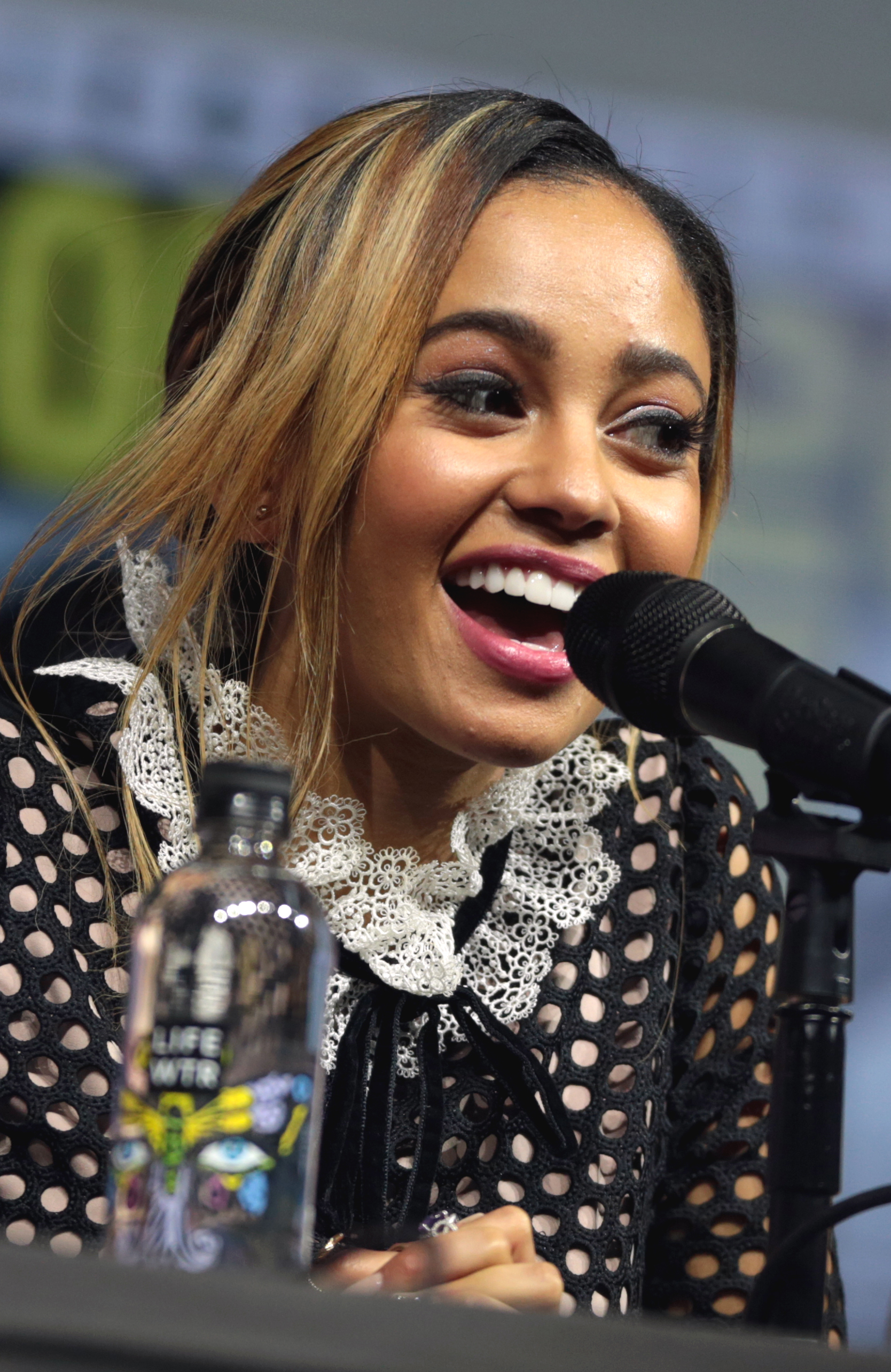
Vanessa Morgan, 2018

Vanessa Morgan (* 23. März 1992 in Ottawa, Ontario) ist eine kanadische Schauspielerin und Sängerin. Bekannt ist sie vor allem durch ihre Rolle als Amanda in der kanadischen Sitcom Teen Buzz, deren Titellied sie singt, und durch die Serie  Riverdale, in der sie Toni Topaz darstellt.

## Leben
2017 war Morgan in der Hauptrolle der Lyria in The Shannara Chronicles zu sehen und seit 2017 als Toni Topaz in der Netflix-Serie Riverdale.
Am 4. Januar 2020 heiratete sie den Baseballer Michael Kopech, von dem sie noch im selben Jahr geschieden wurde. Ihr gemeinsamer Sohn kam im Januar 2021 zur Welt.
Seit 2022 ist sie mit dem kanadischen Basketballspieler James Karnik liiert. Im Sommer 2024 wurden beide Eltern einer Tochter.
Vanessa Morgan engagierte sich im Rahmen der „Bullying Awareness Week“ des Senders Family Channel gegen Mobbing in der Schule, indem sie ein Lied mit dem Titel „Stand Up“ aufnahm, für das auch ein Musikvideo gedreht wurde.

## Filmografie (Auswahl)
- 2000: Ein ganz besonderes Weihnachtsfest (A Diva’s Christmas Carol, Fernsehfilm)
- 2007–2010: Teen Buzz (Fernsehserie, 64 Folgen)
- 2009: Frankie and Alice
- 2010: Harriet: Spionage aller Art (Harriet the Spy: Blog Wars, Fernsehfilm)
- 2010: Mein Babysitter ist ein Vampir – Der Film (My Babysitter’s a Vampire, Fernsehfilm)
- 2011: Movie Star – Küssen bis zum Happy End (Geek Charming, Fernsehfilm)
- 2011–2012: Mein Babysitter ist ein Vampir (My Babysitter’s a Vampire, Fernsehserie, 26 Folgen)
- 2012: A.N.T.: Achtung Natur-Talente (A.N.T. Farm, 4 Folgen)
- 2013: Degrassi (Fernsehserie, 2 Folgen)
- 2013: Saving Hope (Fernsehserie, Folge 2x03)
- 2014–2015: Finding Carter (Fernsehserie, 27 Folgen)
- 2015: Die Spielzeugfabrik (Some Assembly Required, Fernsehserie Folge 2x16)
- 2017: The Shannara Chronicles (Fernsehserie, 10 Folgen)
- 2017–2023: Riverdale (Fernsehserie, 98 Folgen)
- 2018: Pimp
- 2022: Margaux
- seit 2024: Wild Cards (Fernsehserie)

## Diskografie
- 2008: Teen Buzz Theme Song
- 2008: Stand Up
- 2008: Cinderella (Teen Buzz Performance)